# 空色パンデミック
『空色パンデミック』（そらいろパンデミック）は、本田誠による日本のライトノベル。イラストは庭が担当。ファミ通文庫（エンターブレイン）より2010年1月から2011年3月まで刊行された。第11回エンターブレインえんため大賞小説部門優秀賞受賞作（受賞時のタイトルは『セカイを敵にまわす時』）。
メディアミックスとして、『ファミ通コミッククリア』（エンターブレイン）にて連によるコミカライズが連載された。

## ストーリー
空想上のキャラクターになりきってしまう『空想病』の穂高結衣に巻き込まれ、ある時は悪の使いピエロ・ザ・リッパー、またある時は暗黒勇者ルミナンテとなり、駅のホームやハチ公前で、衆目に晒されながら戦いを演じねばならない我が身を嘆く仲西。しかし迷惑をかけられながらも、無邪気で不器用な結衣との交流の中で、仲西は彼女への好意を抱き始めていた。
ところが『空想病』には世界を崩壊させかねない危険が隠されていた。やがて病状を進行させた結衣は危険な患者と見なされ、連れ去られてしまう。引き離された彼女との再会を求め、仲西の冒険が始まった。

## 登場人物
仲西 景（なかにし けい）
本作の主人公。私立陵青高校一年生の少年。高校入試の朝、駅のホームで発作を起こした穂高結衣からピエロ・ザ・リッパーとして声をかけられ、彼女との関係が始まる。
結衣から気に入られてしまったことで、彼女の発作に常につきあわされ、その都度様々なキャラクターを渋々演じる羽目に。衆目の前で演技をしなければならないことにストレスを感じながらも、結衣の発作を完結させるため力を尽くす。
作品では明らかにされていない複雑な家庭の事情から、姉とふたり暮らしをしている。高校一年生ながらバイク通学をしており、ホンダシャドウ・クラシック400を乗りこなす。
穂高 結衣（ほたか ゆい）
本作のヒロイン。仲西より一歳年上の少女。自己完結型の空想病（後に劇場型に進行）。テレビアニメや漫画、ゲーム、ライトノベル等のサブカルチャーを好み、その物語世界を発症させてしまう傾向が強い。発作後は、痛いキャラを演じてしまった自分への恥ずかしさと自己嫌悪にいたたまれなくなるのが常である。
空想病患者ゆえの保護監察と、姉の庇護のもと、多くの人々と接しないで育ってきたため、わがままで、人付き合いの苦手な性格。発作を通じて関わりをもった仲西を気に入り、彼を追って陵青高校に編入する。仲西に偉そうな態度で接しながらも、傍から見てもわかりやすい依存を示す。
『教会物語（エクレシア・サーガ）』
結衣オリジナルの空想物語で、しばしば発作により具現化される。結衣が緻密な設定をもうけている上、発作のたびに演者たちにより新設定が追加補完され、物語世界は複雑化し続けている。
内容は、騎士ジャスティスとピエロ・ザ・リッパーとの闘いを中心に、世界の人々の均質化による救済を目指す『教会（エクレシア）』と、それに抗う『大罪（モートゥルシン）』との争いを描く戦記。『無原罪の十字剣（イノセントブレード）』『強制告解（悩める子羊は神罰を怖れ罪を告白する）』といった大上段なネーミングのアイテムや呪術が溢れる、ちょっと痛めのファンタジーになっている。
青井 晴（あおい はる）
仲西と同じ陵青高校に通う一年生。空想病研究所の神奈川支部にも所属、発作の完結に貢献する『役者（キャスト）』の任に当たる。幼い頃から劇場型空想病の妹・佳織の世話をしてきたため、空想病に関する知識や発作への対応に長けている。
女装を好み、初登場時以外、ほぼ常に女の子の姿で仲西たちの前に現れる。「俺」という一人称こそ使っているものの、見た目は一少女そのもので、森崎などの前では女子として振る舞う。演技が性に合うようで、学校でも演劇サークル「銀世界」に所属、女優として活躍する。
仲西は青井を友人として意識しながらも、時折、抱き着いてきたりキスをしてきたりと女性的な好意を見せる青井に、微妙な感情を抱くことがある。
なお青井はＡＤＭ保持者であり、一見感染者のような行動をとるときも、すべて演技であることが多い。
森崎 進一（もりさき しんいち）
仲西と同じ陵青高校に通う一年生。仲西とは入学時に知り合うが、趣味が合い、すぐ親友になった。空想病のこともあまり知らない、一般的な友人。
お調子者で楽観主義者だが、悩みがちな仲西にとってはそれが救いになることが多い。また、いざという時は持ち前の平常心と思い切りとで道を開き、仲西を助ける。即興演技の才能もあり、結衣の発作時には『役者』顔負けの働きをすることも。
基本的には結衣の発作をイベント的なノリで楽しんでいる。
今井 心音（いまい ここね）
２巻より登場。仲西と同じ陵青高校に通う一年生。当初『教会物語』の登場人物ブーケ・ザ・ボマーとして仲西の前に現れたが、空想病患者ではない。人格はブーケ・ザ・ボマーと今井当人が交替して現れ、ブーケ・ザ・ボマーであるときは、ピエロ・ザ・リッパーである仲西を導き、助け、励ます。
本来の今井は気弱な性格で、ゲームの好きな女の子。仲西と同じくバイク通学者で、愛車は原付のスズキ・ガンマ50。
穂高 真由（ほたか まゆ）
公的機関である突発性大脳覚醒病研究所の東京本部代表。結衣の姉で、妹に滅法甘い。職権を駆使し、結衣が仲西に近づくための便宜を図る。
メアリー・ポートマン
３巻より登場。アメリカの空想病研究所の代表で、１１歳の少女。自らも空想病の患者だが、発作をある程度コントロールできる抑制力を持つ。
メアリーの祖父で同じく空想病だった研究所の前代表ダグラス・ポートマンが、死ぬ前にトゥラウム波を利用してその意思と知識を孫娘に移植したため、天才少女となった。
メアリーの中には癇癪持ちでわがままな年相応の少女と、自尊心が高く尊大な祖父の人格とが同居しており、組織内外から、気難しいお偉方として恐れられているが、結衣は彼女を「メアリーお姉ちゃん」と呼び慕う。仲西については、初めて会った時に子供扱いされたことを激しく根に持っている。
実は彼女は、とんでもない野望を持っていた。

## 用語
空想病
『空想病』は通称で、正式名は『突発性大脳覚醒病』。患者は特殊な脳波『トゥラウム波』を発し、自分を物語中の人物のような特別な存在と思い込み、その存在になりきるという発作を起こす。
発作中の患者には現在の場所が空想の舞台に見え、物品も、例えば玩具のバットを『聖剣』として本気で認識するなど、傍目からは異常に見える行動をとってしまう。
劇薬である『抑制剤』を使わずに発作を治めるには、周囲の人間が患者の思い描く空想世界に見合ったキャラクターを演じ、その物語に一応の結末をつけなければならない。
空想病には大きく『自己完結型』と『劇場型』の2型がある。
自己完結型
空想病の一般的な症候群。トゥラウム波は患者にのみ作用し、発作中は本人だけが空想の中を生きる。周囲からは「変な人」に見られ、かつ発作から覚めた後も自分の言動の記憶は残るため、自己完結型患者はとりわけ恥ずかしい思いをすることが多い。
劇場型
トゥラウム波が患者のみならず周辺の人間にも作用し、共通の空想に巻き込んでしまう。そのため発作中は患者・周囲ともども空想中の役割を演じることになり、あたかも劇場を思わせる様相となる。
劇場型の症例はきわめて少なく、日本には7人しかいない。発作が周辺を巻き込む性質であることから、患者はそれぞれ広い施設内に隔離され、自由が制限された中、閉鎖的な生活を送る。
なお患者のトゥラウム波が周囲に影響を及ぼすことを『感染』と呼ぶが、感染者が空想病患者になることはなく、発作終了後は通常の状態に戻る。
感染爆発（パンデミック）
劇場型患者の発作と、近距離にいる他の空想病患者の発作が重なると、トゥラウム波が共鳴増幅し、地球規模に拡散、世界中の人々を巻き込み感染が広がってしまう。全人類が空想に取り込まれ、事態が一種の世界改変に及ぶため、「『天地創造型』空想病」と呼ばれることもある。かつて起こった感染爆発は『幻の第三次世界大戦前夜』と呼ばれる戦争危機にまで発展し、その反省から、空想病に関する研究が進むようになった。
この感染爆発を防ぐため、劇場型患者のそばに空想病の患者を置くことは特に禁忌とされている。
現空混在症
度重なる空想発作にさらされた結果、現実と空想の境目が曖昧になってしまう精神病の一種。空想病の直接延長線上にある病気ではないので、空想病患者が罹るとは限らない。
政府による患者の保護管理
自己完結型の空想病患者は発作により世間を混乱させる状態を発生させても、責任能力を問われない。患者の携帯する空想病の診断書（通称『免罪符』）はその証。患者は一定の自由を政府に保障されている。
一方で世界危機に結びつきかねない劇場型患者は、各都道府県に1人しか居住できない等、一定の制限を受ける。
空想病の研究機関である突発性大脳覚醒病研究所では、研究者のほか、患者の監視および発作時の混乱に備えるため『セーフガード』と呼ばれるスタッフを配置している。
発作時は原則的にセーフガードが対応するが、空想の物語を完結させるために周囲の演技が必要な場合、一般人にも協力を請う『出演制度』がある。協力者には『出演料』と呼ばれる謝礼もあり、『出演料』で生計を立てる『役者（キャスト）』も存在する。
ADM
Anti dream matter の略。ホルモン物質の一種で、トゥラウム波に対する耐性。生活環境などにより保持者となるようである。セーフガードなど研究機関のスタッフや、青井晴のような『役者』は、ＡＤＭを保持しており、劇場型の発作にも感染せずに対応できる。
空想世界のパラドックス
空想病患者の空想は、発作中にも『役者』等の周囲の人間の言動により設定を補完調整され、物語の均衡を保つ。しかし修復できない決定的な矛盾が起こったとき、患者はその空想を頭の中でまとめきれなくなり、最悪の場合、精神崩壊を起こしてしまう。このため『役者』は細心の注意をもって空想に出演しなければならない。

## 既刊一覧

### 小説
- 本田誠（著）・庭（イラスト）、エンターブレイン〈ファミ通文庫〉、全5巻
  - 『空色パンデミック1』、2010年1月30日発売[4]、ISBN 978-4-04-726287-4
  - 『空色パンデミック2』、2010年4月30日発売[5]、ISBN 978-4-04-726488-5
  - 『空色パンデミック3』、2010年8月30日発売[6]、ISBN 978-4-04-726726-8
  - 『空色パンデミック Short Stories』、2010年11月29日発売[7]、ISBN 978-4-04-726892-0
  - 『空色パンデミック4』、2011年3月30日発売[8]、ISBN 978-4047271333

### 漫画
- 本田誠（原作）・庭（キャラクター原案）・連（作画） 『空色パンデミック』 エンターブレイン〈ファミ通クリアコミックス〉、全2巻
  1. 2011年6月15日発売[9]、ISBN 978-4-04-727323-8
  2. 2011年12月15日発売[10]、ISBN 978-4-04-727690-1

## ドラマCD

### キャスト
- 仲西 景 - 市来光弘
- 穂高結衣 -日笠陽子
- 青井 晴 - 沢城みゆき
- 森崎進一 - 木村良平
- 穂高真由 - 増田ゆき
- ジャスティス - 新垣樽助
- 慎 - 興津和幸
- 遥 - たなか久美
- ルソー - 坂巻学
- 駅員 - 木島隆一
- 面接官 - 松尾大亮
- 店員 - 安田奈緒子

### スタッフ
- 原作 - 空色パンデミック
- 脚本 - 田沢大典（シナリオ工房 月光）
- 制作 - ツーファイブ
- 音楽 - 工藤重基
- ジャケットイラスト - 庭
- パッケージデザイン - Aether Design Inc.
- 協力 - ファミ通文庫編集部